# Abenaston
Abenaston este o localitate situată în partea central-estică a Surinamului.